# Дубівська сільська територіальна громада (Івано-Франківська область)
Дубівська сільська громада — територіальна громада в Україні, в Калуському районі Івано-Франківської області. Адміністративний центр — село Дуба.
Утворена 16 травня 2019 року шляхом об'єднання Вільхівської, Дубівської, Князівської, Ріпненської, Цінівської та Ясеновецької сільських рад Рожнятівського району.

## Населені пункти
До складу громади входять 11 сіл: Вільхівка, Дуба, Дубшари, Іванівка, Князівське, Лецівка, Підлісся, Ріпне, Рошняте, Цінева та Ясеновець.